# 肖爾拉巴內山
72°16′S 3°22′W / 72.267°S 3.367°W
肖爾拉巴內山是南極洲的山峰，位於毛德皇后地的瑪塔公主海岸，處於利弗廷根峰和斯蒂博德斯克納塔內峰之間，毗鄰阿爾曼嶺西南端。